# Bửu Đôn
Bửu Đôn (23 tháng 12 năm 1935 – 30 tháng 1 năm 2018) tên đầy đủ là Nguyễn Phúc Bửu Đôn, là kỹ sư người Việt Nam, từng giữ chức Tổng trưởng Bộ Công chánh Việt Nam Cộng hòa từ năm 1967 đến năm 1968. 

## Tiểu sử
Bửu Đôn chào đời tại Huế,:223:94 Trung Kỳ, Liên bang Đông Dương vào ngày 23 tháng 12 năm 1935 (có thuyết nói là ngày 7 tháng 3).
Sau khi học xong trung học cơ sở, ông sang Pháp du học. Năm 1958, ông tốt nghiệp Khoa Kỹ thuật Xây dựng của Viện Ponts Quốc gia ở Paris nước Pháp.:223 Năm 1959, ông tốt nghiệp Học viện Cơ khí và Lọc Hóa dầu Paris,:223 rồi về nước.
Sau khi trở về nước, ông vào làm việc tại Sở Nghiên cứu Cầu đường Bộ Công chánh. Năm 1963, ông được thuyên chuyển về làm Chủ nhiệm Sở Lọc dầu Bộ Kinh tế Việt Nam Cộng hòa.:223 Sau cuộc đảo chính năm 1963, Sở Lọc dầu bị giải thể, ông được thuyên chuyển về Tổng cục Kế hoạch, làm trợ lý Cục trưởng Kế hoạch.:223 Năm 1965, ông được bổ nhiệm làm Giám đốc Sở Cầu đường.
Năm 1967, ông lên làm Tổng trưởng Bộ Công chánh trong nội các Nguyễn Văn Lộc.:223:6 Năm 1968, Trần Văn Hương kế nhiệm Nguyễn Văn Lộc làm Thủ tướng, kỹ sư trong nội các mới là Lương Thế Siêu nhậm chức Tổng trưởng Bộ Công chánh và Giao thông Vận tải.:2 Năm 1969, ông bỏ ra ngoài thành lập Vecco vào và giữ chức vụ tổng giám đốc của công ty này cho đến tháng 4 năm 1975.:223
Sau biến cố 30 tháng 4 năm 1975, ông cùng gia đình di cư sang Mỹ rồi làm cố vấn cho một công ty ở Côte d'Ivoire tại châu Phi. Về sau ông quay về Mỹ vào làm việc trong ngành công nghiệp máy tính non trẻ cho đến khi nghỉ hưu.
Ông qua đời ngày 30 tháng 1 năm 2018 tại Silver Spring, Maryland, Hoa Kỳ.

## Đời tư
Theo Who's Who in Vietnam xuất bản năm 1974 cho biết ông theo tín ngưỡng Phật giáo, có vợ và hai con.:223